# Ernie Quigley
Ernest Cosmas Quigley, detto Ernie (Newcastle, 22 marzo 1880 – Lawrence, 10 dicembre 1960), è stato un arbitro di pallacanestro, arbitro di football americano, arbitro di baseball, cestista e allenatore di pallacanestro canadese.
È membro del Naismith Memorial Basketball Hall of Fame dal 1961 in qualità di arbitro.

## Giocatore
Dal 1900 al 1902 ha militato nella squadra dell'Università del Kansas, allenata da James Naismith.

## Allenatore
Dal 1903 al 1914 ha allenato il St. Mary's College of Kansas.

## Arbitro
Ha arbitrato gare di football americano a livello di college tra il 1904 ed il 1943, dirigendo tre volte il Rose Bowl ed una il Cotton Bowl.
Nella pallacanestro, ha diretto in NBA, NCAA e AAU dal 1906 al 1942. Ha preso parte ai Giochi olimpici 1936.
Ha arbitrato nella Western International League di baseball dal 1910, e successivamente in National League dal 1913 al 1937. Ha diretto sei volte le World Series.
Si calcola che in carriera abbia diretto: 5.400 incontri di baseball, 1.500 di pallacanestro e 400 di football.